# Kirschsteiniothelia smilacis
Kirschsteiniothelia smilacis är en lavart som beskrevs av Chi Y. Chen, C.L. Wang & J.W. Huang 2006. Kirschsteiniothelia smilacis ingår i släktet Kirschsteiniothelia, klassen Dothideomycetes, divisionen sporsäcksvampar och riket svampar.   Inga underarter finns listade i Catalogue of Life.